# Per-Kristian Foss
Per-Kristian Foss (ur. 19 lipca 1950 w Oslo) – norweski polityk, działacz Partii Konserwatywnej (Høyre), wieloletni deputowany, w latach 2001–2005 minister finansów.

## Życiorys
W latach 1971–1973 pracował jako dziennikarz, zaś w latach 1980–1981jako doradca w zrzeszeniu działającym w branży morskiej. W 1977 uzyskał stopień cand.mag. w naukach politycznych, prawie publicznym i kryminologii na Uniwersytecie w Oslo. W latach 70. był przewodniczącym młodzieżówki konserwatywnej. W latach 2000–2004 kierował oddziałem Høyre w Oslo, a w okresie 2002–2008 pełnił funkcję zastępcy przewodniczącego partii. W wyborach parlamentarnych w 1981 został po raz pierwszy wybrany do Stortingu, reelekcję uzyskiwał w 1985, 1989, 1993, 1997, 2001, 2005 i 2009, zasiadając w parlamencie do 2013. W latach 2001–2005 sprawował urząd ministra finansów w drugim rządzie Kjella Magne Bondevika.

## Życie prywatne
Per-Kristian Foss jest otwarcie zdeklarowanym gejem. W 2002 zawarł rejestrowany związek partnerski ze swoim wieloletnim partnerem życiowym Janem Erikem Knarbakkem.

## Odznaczenia
- Komandor Orderu Świętego Olafa (2005)[1]